# Theuma pusilla
Theuma pusilla är en spindelart som beskrevs av William Frederick Purcell 1908. Theuma pusilla ingår i släktet Theuma och familjen Prodidomidae. Inga underarter finns listade i Catalogue of Life.